# Mosna vaga
Mosna vaga ili kolna vaga je mjerni instrument za mjerenje mase teretnih vozila s teretom ili bez njega. Obično se izvodi kao nepokretno postolje (platforma) u razini voznoga traka ili neznatno poviše njega, na koju se navozi vozilo. Kod mosne vage klasične konstrukcije postolje je počivalo na polužnome mehanizmu koji se uravnoteživao protuutezima i tako se mjerila masa. Danas se mosna vaga izvodi kao elektronička. Ispod platforme na koju se navozi vozilo smješteni su osjetnici, obično tenzometarske mjerne vrpce, kojima se preko deformacija, s pomoću računala, neizravno mjeri masa vozila (tenzometrija). Mosna vaga služi kako bi se pri prijevozu nekoga materijala kamionom, cisternom, vagonom i slično ustanovila njegova količina. Zato se prvo važe prazno vozilo, a potom i nakrcano, pa se određuje masa tereta kao razlika dviju izmjerenih vrijednosti. Takvo je mjerenje često samo kontrolno, jer se pri utovaru materijala njegova količina može mjeriti i drugim postupcima i uređajima (na primjer mjerenjem protoka tekućina).

## Tenzometrija
Tenzometrija je skup metoda za određivanje deformacija mehaničkih konstrukcijâ ili njihovih dijelova. Mjeri se s pomoću mehaničkih, električnih ili optičkih mjernih uređaja, kojima se u osnovi mjere mikrodeformacije, na temelju kojih se izračunavaju ukupne deformacije i naprezanja. Ovisno o metodi mjerenja i vrsti ispitivanja, mjerene deformacije (takozvane mjerne osnovice) mogu biti manje od jednoga milimetra pa do nekoliko centimetara. Mjerni uređaj naziva se tenziometar, a valja ga razlikovati od tenziometra kojim se ispituje površinska napetost tekućina.